# 明治神宮野球大会 高校の部 (高知県勢)
明治神宮野球大会高校の部における高知県勢の成績について記す。

## 大会結果
| 大会（年度）         | 代表校                    | 試合結果 | 試合結果           | 備考        |
| -------------------- | ------------------------- | -------- | ------------------ | ----------- |
| 第4回大会（1973年）  | 高知（初出場）            | 2回戦    | ○ 8 - 2 函館有斗   |             |
| 第4回大会（1973年）  | 高知（初出場）            | 準決勝   | ● 7 - 8x 平安      | 延長18回    |
| 第8回大会（1977年）  | 高知商（初出場）          | 2回戦    | ○ 5 - 3 田辺       | 延長10回    |
| 第8回大会（1977年）  | 高知商（初出場）          | 準決勝   | ○ 3 - 1 日川       |             |
| 第8回大会（1977年）  | 高知商（初出場）          | 決勝     | ● 1 - 3 東北       |             |
| 第12回大会（1981年） | 明徳（初出場）            | 2回戦    | ○ 5 - 0 北海       |             |
| 第12回大会（1981年） | 明徳（初出場）            | 準決勝   | ○ 8 - 5 早稲田実   |             |
| 第12回大会（1981年） | 明徳（初出場）            | 決勝     | ○ 3 - 1 大府       |             |
| 第20回大会（1989年） | 明徳義塾（8年ぶり2回目）  | 1回戦    | ● 9 - 16 帝京      | 7回コールド |
| 第28回大会（1997年） | 明徳義塾（8年ぶり3回目）  | 1回戦    | ● 3 - 4 敦賀気比   |             |
| 第37回大会（2006年） | 高知（33年ぶり2回目）     | 2回戦    | ○ 8 - 3 広陵       |             |
| 第37回大会（2006年） | 高知（33年ぶり2回目）     | 準決勝   | ○ 8 - 2 常葉菊川   |             |
| 第37回大会（2006年） | 高知（33年ぶり2回目）     | 決勝     | ○ 10 - 5 報徳学園  |             |
| 第38回大会（2007年） | 明徳義塾（10年ぶり4回目） | 2回戦    | ○ 13 - 11 明豊     |             |
| 第38回大会（2007年） | 明徳義塾（10年ぶり4回目） | 準決勝   | ● 5 - 6 常葉菊川   |             |
| 第41回大会（2010年） | 明徳義塾（3年ぶり5回目）  | 1回戦    | ○ 9 - 4 関西       |             |
| 第41回大会（2010年） | 明徳義塾（3年ぶり5回目）  | 2回戦    | ● 1 - 4 鹿児島実   |             |
| 第43回大会（2012年） | 高知（6年ぶり3回目）      | 1回戦    | ● 3 - 4 浦和学院   |             |
| 第47回大会（2016年） | 明徳義塾（6年ぶり6回目）  | 1回戦    | ○ 7 - 2 作新学院   |             |
| 第47回大会（2016年） | 明徳義塾（6年ぶり6回目）  | 2回戦    | ● 0 - 2 福岡大大濠 |             |
| 第48回大会（2017年） | 明徳義塾（2年連続7回目）  | 2回戦    | ○ 5 - 3 中央学院   |             |
| 第48回大会（2017年） | 明徳義塾（2年連続7回目）  | 準決勝   | ○ 5 - 3 静岡       |             |
| 第48回大会（2017年） | 明徳義塾（2年連続7回目）  | 決勝     | ○ 4 - 0 創成館     |             |
| 第50回大会（2019年） | 明徳義塾（2年ぶり8回目）  | 1回戦    | ○ 8 - 5 星稜       |             |
| 第50回大会（2019年） | 明徳義塾（2年ぶり8回目）  | 2回戦    | ● 0 - 8 中京大中京 | 7回コールド |
| 第52回大会（2021年） | 高知（9年ぶり4回目）      | 2回戦    | ● 2 - 6 花巻東     |             |
| 第54回大会（2023年） | 高知（2年ぶり5回目）      | 2回戦    | ● 8 - 9x 豊川      | 延長11回    |
| 第55回大会（2024年） | 明徳義塾（5年ぶり9回目）  | 2回戦    | ● 0 - 2 横浜       |             |